# El Álamo (Tumbes)
El Álamo es una localidad peruana ubicada en el distrito de San Jacinto, perteneciente a la provincia y el departamento de Tumbes, al norte del Perú. 

## Ubicación
El Álamo se ubica al oeste de la provincia de Tumbes, en el distrito de San Jacinto, en el departamento de Tumbes.

## Demografía
En 2017 El Álamo tenía una población de 1 habitante.